# Obština Elin Pelin
Obština Elin Pelin (bulharsky Община Елин Пелин) je bulharská jednotka územní samosprávy v Sofijské oblasti. Leží v západním Bulharsku, v Sofijské kotlině, jedné ze Zabalkánských kotlin, mezi pohořími Sredna gora na jihu a Stara planina na severu. Správním střediskem je město Elin Pelin, kromě něj zahrnuje obština 18 vesnic. Žije zde přes 19 tisíc stálých obyvatel.

## Sídla
- Bogdanlija
- Čurek[p 1]
- Doganovo[p 1]
- Elešnica[p 1]
- Elin Pelin[p 2] (sídlo správy)
- Elin Pelin[p 1][p 3]
- Gabra[p 1]
- Golema Rakovica[p 1]
- Grigorevo[p 1]
- Karapolci
- Krušovica
- Lesnovo[p 1]
- Musačevo[p 1]
- Novi Chan[p 1]
- Ogňanovo
- Petkovo[p 1]
- Potop
- Ravno Pole[p 1]
- Stolnik[p 1]

## Sousední obštiny
| Růžice kompasu |          | Botevgrad          | Gorna Malina | Růžice kompasu |
| Růžice kompasu | Sofie    | Sever              | Mirkovo      | Růžice kompasu |
| Růžice kompasu | Sofie    | Obština Elin Pelin | Mirkovo      | Růžice kompasu |
| Růžice kompasu | Sofie    | Jih                | Mirkovo      | Růžice kompasu |
| Růžice kompasu | Ichtiman |                    |              | Růžice kompasu |

## Obyvatelstvo
V obštině žije 19 115 stálých obyvatel a včetně přechodně hlášených obyvatel 21 600. Podle sčítáni 1. února 2011 bylo národnostní složení následující:
- Bulhaři: 18 475 (96.3 %)
- Romové: 554 (2.9 %)
- Turci: 53 (0.3 %)
- ostatní: 103 (0.5 %)